# Laurieann Gibson
Laurieann Gibson (Toronto, Canadá, 14 de julio de 1969) es una coreógrafa y directora creativa canadiense. A lo largo de su carrera, Gibson ha trabajado con artistas como Big Bang, Diddy, Katy Perry, Keri Hilson y Lady Gaga. Ha sido nominada y ganadora en distintas premiaciones, entre las que se destacan los MTV Video Music Awards y los premios Emmy. Laurieann saltó a la fama con el programa de MTV Making the Band. Participó también como una «Fly Girl» en el programa televisivo humorístico estadounidense In Living Color. Además, apareció en el reality "Dance Moms" durante la séptima temporada.
El filme "Honey, la reina del baile" está basado en su vida. Ayudó a Jessica Alba, la protagonista, con las coreografías, y apareció en el filme como Katrina, su rival.

## Producciones

### Coreografías
- 2000: Lil' Kim – "No Matter What They Say"
- 2004: Brandy – "Afrodisiac"
- 2005: JoJo – "Not That Kinda Girl"
- 2006: Danity Kane – "Show Stopper"
- 2006: Danity Kane – "Ride for You"
- 2007: Lady Gaga – "Boys Boys Boys" – presentaciones en vivo
- 2008: Danity Kane – "Damaged"
- 2008: Lady Gaga – "Beautiful, Dirty, Rich"
- 2008: Lady Gaga – "Just Dance"
- 2008: Lady Gaga – "Poker Face"
- 2009: Cassie – "Must Be Love"
- 2009: Lady Gaga – "LoveGame"
- 2009: Lady Gaga – "Paparazzi"
- 2009: Lady Gaga – "Bad Romance"
- 2010: Katy Perry – "California Gurls"
- 2010: Lady Gaga – "Telephone"
- 2010: Lady Gaga – "Alejandro"
- 2010: Keri Hilson – "The Way You Love Me"
- 2010: Natalia Kills – "Mirrors"
- 2010: Nicki Minaj – "Check It Out" (2010 VMA Pre-Show)
- 2011: Lady Gaga – "Born This Way"
- 2011: Lady Gaga – "Judas"
- 2011: Natalia Kills – "Wonderland"
- 2011: JoJo – "The Other Chick"
- 2011: Lady Gaga – "The Edge of Glory" – presentaciones en vivo
- 2011: Six D – "Best Damn Night"
- 2011: Lady Gaga – "Yoü and I"
- 2012: Nicki Minaj – "Roman Holiday" – presentación en los Premios Grammy de 2012
- 2012: Cassie – "King of Hearts"
- 2012: Big Bang – "Big Bang Alive Galaxy Tour"
- 2013: AGNEZ MO – "Coke Bottle con Timbaland & T.I"
- 2013: Nicki Minaj – "High School" -- presentación en Billboard Music Awards 2013

### Videografía
- 2010 - Keri Hilson  - "The Way You Love Me"
- 2011 - Lady Gaga  - "Judas" (codirectora)
- 2011 - Lady Gaga  - "Yoü and I" (codirectora)
- 2013 - Jeffree Star - "Love To The Cobain" (codirectora)
- 2014 - Cimorelli - "That Girl Should Be Me" (directora)